# Nombre premier supersingulier
En mathématiques, et plus particulièrement en géométrie algébrique, un nombre premier supersingulier est un nombre premier correspondant à une courbe elliptique ayant des propriétés exceptionnelles ; il n'en existe que 15 : 2, 3, 5, 7, 11, 13, 17, 19, 23, 29, 31, 41, 47, 59 et 71 (c'est la suite A002267 de l'OEIS). 

## Définition géométrique
Pour un entier naturel donné n, soit Γ0(n) le n-ième sous-groupe de congruence (en) du groupe modulaire Γ0, et soit wn l'involution de Fricke (en) définie par la matrice bloc [[0, −1], [n, 0]]. De plus, soit X0(n) la courbe modulaire compactifiée de Γ0(n)\H (où  H désigne le demi-plan de Poincaré), et posons X0+(n) = X0(n)/wn.
Un nombre premier p est dit supersingulier si X0+(p) est de genre nul.

## Définition algébrique
Il est aussi possible de définir les nombres premiers supersinguliers à l'aide de la théorie des nombres en les associant aux courbes elliptiques supersingulières définies sur la clôture algébrique du corps fini GF(p) qui ont leur j-invariant dans GF(p).

## Propriétés
Les nombres premiers supersinguliers sont exactement les facteurs premiers de l'ordre du groupe Monstre M. Ce fait est lié (de manière toujours inexpliquée en 2020) au monstrous moonshine.
Les nombres premiers supersinguliers sont des nombres premiers de Chen.